# الغبرة (وادي المعاول)
الغبرة منطقة سكنية تقع في ولاية وادي المعاول، التابعة لمحافظة جنوب الباطنة في سلطنة عمان. يقدر عدد سكانها بـ 384 نسمة حسب إحصاء عام 2010 التابع للمركز الوطني للإحصاء والمعلومات الحكومي. رمز المنطقة هو 70430220.

## الوصلات الخارجية
- المركز الوطني للإحصاء والمعلومات، سلطنة عمان